# Robert Gildea
Robert Nigel Gildea (né le 12 septembre 1952) est un historien et universitaire britannique. Il est professeur émérite d'histoire moderne au Worcester College d'Oxford et auteur de plusieurs livres sur l'histoire de France du XXe siècle.

## Biographie
Robert Gildea naît le 12 septembre 1952. Il fait ses études au Dulwich College et au Merton College d'Oxford, avant de fréquenter St Antony pour un doctorat sous la direction de Theodore Zeldin. Sa recherche doctorale porte sur l'éducation provinciale française. Il est maître de conférences au King's College de Londres, puis fellow en histoire moderne au Merton College en 1979.
Gildea remporte le prix d'histoire Wolfson pour son livre Marianne in Chains (2002) une étude de la vie en France durant l'occupation allemande. 
Il est nommé en 2006 professeur d'histoire française moderne, puis d'histoire moderne au Worcester College d'Oxford. Il est nommé professeur émérite et prend sa retraite en 2020, remplacé à son poste par Patricia Clavin en 2021,.

## Publications
- Barricades and Borders : Europe 1800–1914, Oxford, Oxford University Press, 1987
- France since 1945, Oxford, Oxford University Press, 2002
- Marianne in chains: in search of the German occupation, 1940–1945, London, Macmillan, 2002[5]
- Children of the Revolution: The French, 1799–1914, London, Penguin, 2008
- « La génération française de 1968 : points de vue personnel et politique ». L’Amuse-Bouche : La revue française de Yale. The French-Language Journal at Yale University. 1/1 (2010): 39-48.
- « Napoleon : saint, sinner or both? », History Today, vol. 63, no 11,‎ novembre 2013, p. 58–59 Review essay.
- Fighters in the shadows : a new history of the French resistance, Cambridge, Massachusetts, The Belknap Press of Harvard University Press, 2015 (ISBN 9780674286108, LCCN 2015018188)
- Empires of the Mind: The Colonial Past and the Politics of the Present, Cambridge University Press (2019) 366 p.  (ISBN 9781316671702)[6].